# Dionís I de Portugal
Dionís I de Portugal, dit el Just o el Pagès (Lisboa, 1261 - Santarém, 1325), fou rei de Portugal (1279-1325).

## Orígens familiars
Nascut el 9 d'octubre de 1261, fou el fill gran del rei Alfons III de Portugal i la seva segona esposa, Beatriu de Castella.

## Ascens al tron
Com a hereu, el seu pare li va fer compartir les responsabilitats de govern. En l'època del seu ascens al tron, el 1279, Portugal es trobava en sumida en diversos conflictes diplomàtics amb l'Església catòlica. Dionís va signar un acord amb el Papa i va jurar protegir els interessos de l'església a Portugal. Per això, va garantir l'asil dels cavallers templers perseguits a França i va crear l'Orde de Crist, designada a ser la continuació de l'Orde del Temple.
Amb la Reconquesta acabada i el país lliure de l'ocupació musulmana, Dionís va esdevenir un rei bàsicament administratiu i no militar. No obstant això, va mantenir una breu contesa amb el Regne de Castella per les possessions de Serpa i Moura. Després, Dionís va evitar la guerra: va ser un amant de la pau durant un període especialment bèl·lic a la història d'Europa. Amb Portugal oficialment reconeguda pels regnes veïns com un país independent, Dionís va signar el 1279 un pacte de fronteres amb el rei Ferran IV de Castella que ha romàs fins als nostres dies.
La prioritat principal del govern de Dionís va ser l'organització del país. Va seguir les polítiques del seu pare en els temes de legislació i centralització del poder. Va promulgar el nucli de la legislació civil i criminal portuguesa, protegint les classes baixes dels abusos i l'extorsió. Va viatjar per tot el país, arreglant les situacions injustes i resolent els problemes, d'aquí el seu sobrenom del Just. Va ordenar la construcció de nombrosos castells, va crear noves ciutats i va garantir els privilegis de nombroses viles. Al costat de la seva esposa, la princesa Isabel d'Aragó, Dionís va treballar per a millorar la vida dels més desfavorits i va fundar diverses institucions socials.
Preocupat per les infraestructures del país, va ordenar l'explotació de mines de coure, ferro i plata i va organitzar l'exportació de l'excés de la producció a altres països europeus. El primer acord comercial portuguès es va signar a Anglaterra l'any 1308. Dionís va fundar la marina portuguesa al comandament d'un almirall genovès i va ordenar la construcció de diversos ports.
La seva principal preocupació va ser el desenvolupament i promoció de les infraestructures rurals, d'aquí el seu sobrenom del Pagès. Va redistribuir les terres, va promocionar l'agricultura, va organitzar comitès d'agriculturs i va tenir especial interès en el desenvolupament de les exportacions. Va instituir mercats fixos en nombroses ciutats i va regular les seves activitats. Un dels seus assoliments principals va ser la protecció de les terres agrícoles de l'avanç de les sorres costaneres, ordenant la plantació de boscos de pins en la zona propera a Leiria.
La cultura va ser altre dels interessos del rei Dionís. Va escriure diversos llibres amb temes que anaven des de l'administració a la caça, la ciència o la poesia. En la seva època, Lisboa va ser un dels centres europeus de la cultura i el coneixement. La Universitat de Coïmbra es va fundar gràcies al decret Magna Charta Priveligiorum signat pel rei.
El final del seu pacífic regnat va estar marcat no obstant això pels conflictes interns. Els contendents van ser dos dels seus fills, l'infant Alfons, legítim hereu, i Alfons Sanxes, fill il·legítim que reclamava els favors reials. En el moment de la defunció de Dionís l'any 1325, el rei havia situat Portugal al mateix nivell que la resta dels regnes de la península Ibèrica.

## Núpcies i descendents
Es va casar el 1282 amb Elisabet d'Aragó, filla del comte de Barcelona i rei d'Aragó Pere el Gran i la seva esposa Constança de Sicília. D'aquesta unió tingueren:
- la infanta Constança de Portugal (1290-1313), casada el 1302 amb Ferran IV de Castella
- l'infant Alfons IV de Portugal (1291-1357), rei de Portugal

Fruit de les seves relacions amb dames nobles de Portugal i dames de companyia de la seva esposa, Dionís I va tenir diversos fills il·legítims. Entre ells:
- Alfons Sanxes (a 1286-1329), comte d'Alburquerque
- Maria Afonso (1302-1320, monja, tinguda amb Branca Lourenço de Valadares)

Dionís I de Portugal morí a Santarem el 7 de gener de 1325 i fou succeït pel seu fill Alfons IV.